# أنتوني هايس
أنتوني هايس (بالإنجليزية: Anthony Hayes)‏ هو كاتب سيناريو وممثل أسترالي، ولد في 21 سبتمبر 1977 في أستراليا. بدأ مشواره المهني سنة 1992.

## أعمال

### أفلام
- (2010) مملكة الحيوان
- (2017) آلة حرب

## وصلات خارجية
- أنتوني هايس على موقع IMDb (الإنجليزية)
- أنتوني هايس على موقع قاعدة بيانات الفيلم (الإنجليزية)